# Barlöffel

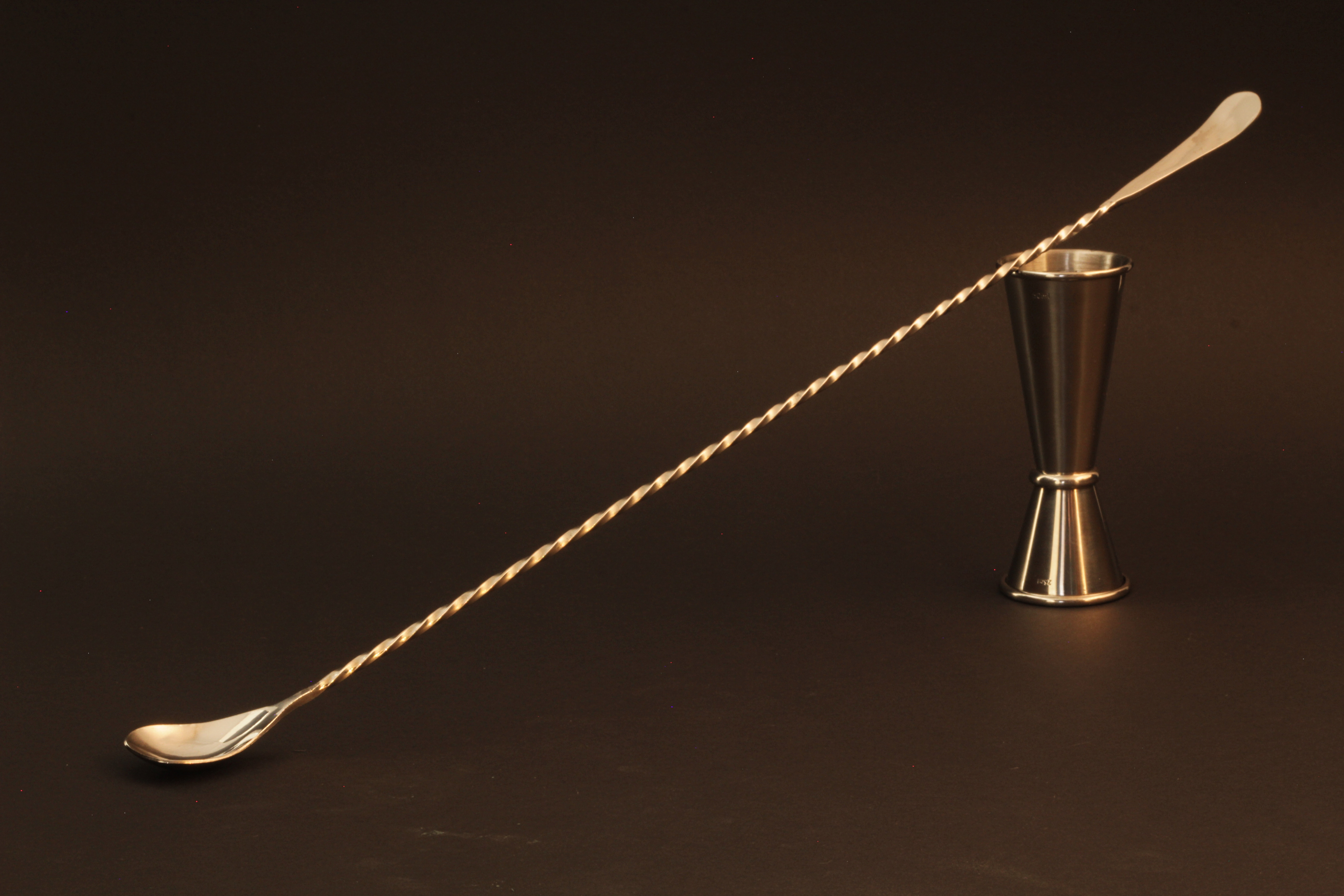
Barlöffel und Jigger

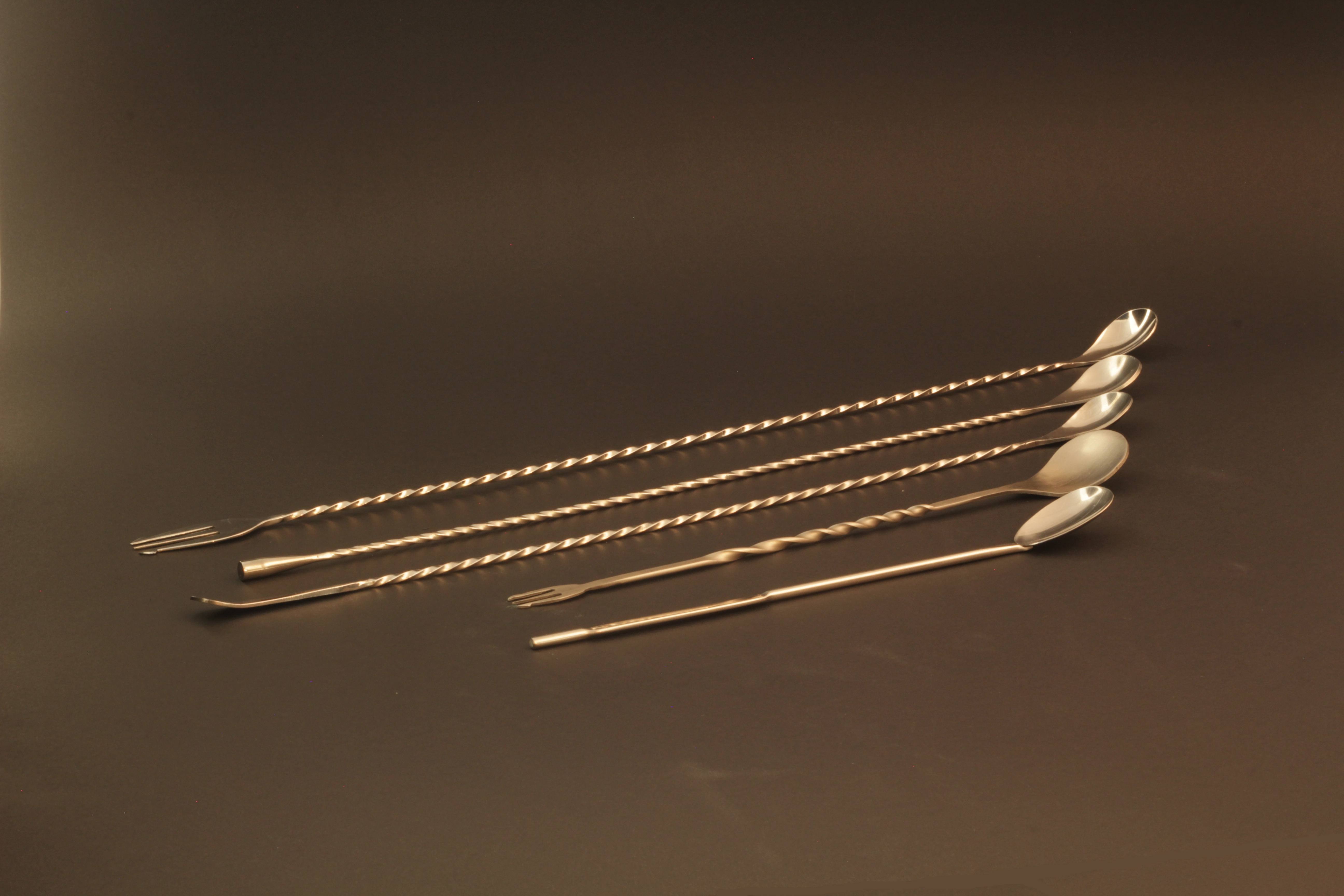
Verschiedene Barlöffel

Ein Barlöffel (englisch Bar spoon oder Cocktail spoon, als Maßeinheit abgekürzt BL) ist ein langstieliger Löffel, der bei der Zubereitung von Cocktails verwendet wird und somit zu den Barwerkzeugen gehört.
Dabei dient ein Barlöffel einerseits zum Abmessen kleiner Flüssigkeitsmengen, vor allem aber zum Umrühren von Mixgetränken, die nicht im Cocktail-Shaker geschüttelt, sondern in einem Rührglas gerührt werden. Durch den besonders langen und oft zusätzlich spiralförmig gedrehten Stiel ist es möglich, die zu vermixenden Flüssigkeiten und das Eis im Rührglas mit hoher Geschwindigkeit zu bewegen und somit einen gerührten Cocktail rasch zu durchmischen und vor allem effektiv zu kühlen.

## Formen
Barlöffel sind meistens aus Metall und werden oft aus poliertem oder gebürstetem Edelstahl hergestellt. Sie sind fast immer über 20 cm und oftmals um die 30 cm lang. Seit den 2000er Jahren haben sich aber auch an europäischen Bars besonders lange, ursprünglich aus Japan stammende Barlöffel mit bis zu 50 cm Länge verbreitet.
Das dem Löffel entgegengesetzte Ende eines Barlöffels ist traditionell als kleiner Stößel ausgebildet. Dieser bildet zum einen ein Gegengewicht, so dass der Löffel beim kreisförmigen Rühren besser balanciert ist. Zum anderen kann der Stößel verwendet werden, um im Glas oder Shaker frische Früchte, Kräuter oder Gewürze leicht anzudrücken oder zu „muddeln“ (das heißt zu zerquetschen oder zu zerdrücken, von englisch to muddle ’durcheinanderbringen’). Japanische Barlöffel haben anstelle eines Stößels oft eine Gabel, um zum Beispiel Früchte oder Garnituren damit aufnehmen zu können.

## Verwendung beim Rühren

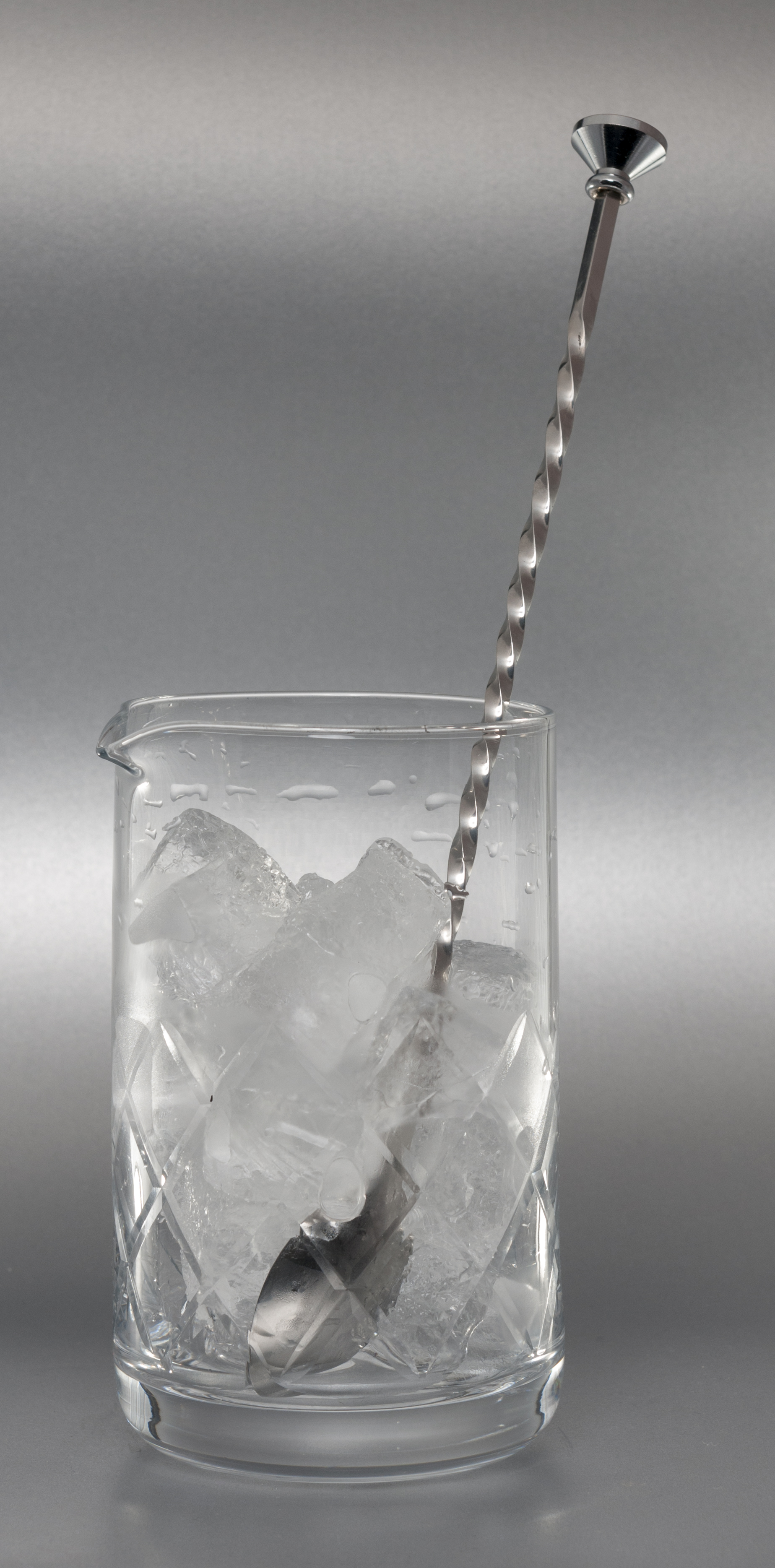
Barlöffel in einem mit Eiswürfeln gefüllten Rührglas

Beim Rühren mit einem Barlöffel wird der Stiel locker zwischen den Fingern gehalten, aus dem Handgelenk heraus um die eigene Achse gedreht und zugleich der Löffelrücken im Rührglas kreisförmig innen am Glasrand entlanggeführt, so dass sich die kompletten Eiswürfel als Block im Kreis bewegen, bis der Cocktail kalt genug ist und das Rührglas von außen beschlägt.

## Barlöffel als Maßeinheit
Als „Barlöffel“ (abgekürzt BL) wird außerdem eine bestimmte Menge einer Zutat bei Cocktail-Rezepten bezeichnet. Diese Maßeinheit entspricht ungefähr einem Teelöffel (siehe Küchenmaße), also 5 ml oder 0,5 cl. In Rezepten wird oft die Abkürzung BL verwendet. In englischsprachigen Rezepten wird die Einheit häufig mit BS (barspoon) oder TS (teaspoon) abgekürzt.

## Schichten von Cocktails
Schließlich werden Barlöffel auch dazu verwendet, bei der Zubereitung von Pousse Cafés, also geschichteten Cocktails, (z. B. wie beim B52) die gewünschte stabile Schichtung der einzelnen Zutaten zu erreichen, indem man diese nicht direkt eingießt, sondern vorsichtig über den Rücken eines von innen an den Glasrand gehaltenen Barlöffels auf die darunterliegende, schwerere Schicht fließen lässt.

## Cocktail(trink)löffel, Eislöffel
In jedem Fall dienen Barlöffel nur zur Zubereitung von Cocktails und werden nicht mit dem fertigen Getränk serviert. Sie sind also nicht zu verwechseln mit den ebenfalls langstieligen Cocktaillöffeln oder Eislöffeln, die mit etwa 20 cm Länge wie verlängerte Teelöffel aussehen und zusammen mit dem umzurührenden Getränk oder dem zu löffelnden Dessert serviert werden können. Sofern der Stiel seinerseits als Trinkhalm ausgebildet ist, nennt man sie auch Cocktailtrinklöffel. Longdrinks werden aber vielfach auch lediglich mit einem Stirrer, einem einfachen Rührstab ohne Löffel, serviert.